# Love, God and Murder
Love, God and Murder je kompilacijski box set Johnnyja Casha, objavljen 2000. u izdanju Legacy Recordingsa i Columbia Recordsa. Sadrži tri tematska CD-a s pjesmama koje je Cash izabrao iz kataloga. Na Love se nalaze pjesme o ljubavnim vezama, uglavnom one koje je napisala June Carter Cash. God je kolekcija gospel i duhovnih pjesama. Murder uključuje još jednu čestu temu Cashove karijere, vjerojatno njegovu najdražu, ali ne na način da on potiče ljude "da to učine". Sva tri albuma objavljena su pojedinačno istog dana. 2004. je objavljena i četvrta kompilacija, Life.
Iako su sva tri albuma u box setu kompilacije, one pokazuju Cashovu dugogodišnju sklonost konceptualnim albumima. Prethodni primjeri koji se bave jednom temom su Bitter Tears: Ballads of the American Indian (1964.), Sings the Ballads of the True West (1965.), America: A 200-Year Salute in Story and Song (1972.) and The Rambler (1977.).
Bilješke za omote za svaki od tri CD-a je napisala slavna osoba. Na Love je bilješke napisala Cashova žena June Carter Cash, frontmen U2 Bono je napisao bilješke za God, a Quentin Tarantino za War.

## Love

### Popis pjesama
1. "I Walk the Line" (Cash) – 2:46
2. "Oh, What a Dream" (Cash) – 2:03
3. "All Over Again" (Cash) – 2:07
4. "Little at a Time" (Cash, Terry) – 1:57
5. "My Old Faded Rose" (Cash, Cash) – 2:53
6. "Happiness Is You" (Cash, Cash) – 2:57
7. "Flesh and Blood" (Cash) – 2:40
8. "I Tremble for You" (Cash, DeWitt) – 2:15
9. "I Feel Better All Over" (Rogers, Smith) – 2:04
10. "'Cause I Love You" (Cash) – 1:47
11. "Ballad of Barbara" (Cash) – 3:49
12. "Ring of Fire" (Carter, Kilgore) – 2:39
13. "My Shoes Keep Walking Back to You" (Ross, Wills) – 2:26
14. "While I've Got It on My Mind" (Cash) – 2:21
15. "I Still Miss Someone" (Cash, Cash) – 2:35
16. "The One Rose (That's Left in My Heart)" (Lyon, McIntire) – 2:27

### Produkcijsko osoblje
- Johnny Cash – aranžer, bilješke s omota, adaptacija, producent kompilacije
- June Carter Cash – bilješke s omota
- John Jackson – redatelj projekta
- Steven Berkowitz – producent
- Chris Athens – tehničar
- Mark Wilder – tehničar
- Darcy Proper – mastering
- Howard Fritzson – umjetnička režija
- Don Hunstein – fotografija

## God

### Popis pjesama
1. "What on Earth Will You Do (For Heaven's Sake)" (Cash) – 2:09
2. "My God is Real" (Morris) – 2:01
3. "It Was Jesus" (Cash) – 2:06
4. "Why Me Lord?" (Kristofferson) – 2:22
5. "The Greatest Cowboy of Them All" (Cash) – 3:58
6. "Redemption" (Cash) – 3:04
7. "Great Speckled Bird" (Carter, Smith) – 2:11
8. "The Old Account" (Tradicionalna)
9. "Swing Low, Sweet Chariot" (Tradicionalna) – 1:53
10. "When He Comes" (Cash) – 3:33
11. "The Kneeling Drunkard's Plea" (Carter, Carter, Carter, Cash) – 2:33
12. "Were You There (When They Crucified My Lord)" (Tradicionalna) – 3:54
13. "Man in White" (Cash) – 5:33
14. "Belshazzar" (Cash) – 2:26
15. "Oh, Bury Me Not (Introduction: A Cowboy's Prayer)" (Lomax, Lomax, Rogers, Spencer) – 3:55
16. "Oh Come, Angel Band" (Cash) – 2:44

### Produkcijsko osoblje
- Johnny Cash – aranžer, bilješke s omota, adaptacija, producent kompilacije
- Bono – bilješke s omota
- John Jackson – redatelj projekta
- Steven Berkowitz – producent
- Chris Athens – tehničar
- Mark Wilder – tehničar
- Darcy Proper – mastering
- Howard Fritzson – umjetnički redatelj
- Don Hunstein – fotografija

## Murder

### Popis pjesama
1. "Folsom Prison Blues" (Cash) – 2:52
2. "Delia's Gone" (Silbersdorf, Toops) – 2:18
3. "Mr. Garfield" (Elliott) – 4:39
4. "Orleans Parish Prison" (Feller) – 2:30
5. "When It's Springtime in Alaska (It's Forty Below)" (Franks, Horton) – 2:40
6. "The Sound of Laughter" (Howard) – 2:38
7. "Cocaine Blues" (Arnall) – 2:50
8. "Hardin Wouldn't Run" (Cash) – 4:22
9. "Long Black Veil" (Dill, Wilkin) – 3:07
10. "Austin Prison" (Cash) – 2:10
11. "Joe Bean" (Freeman, Pober) – 3:09
12. "Going to Memphis" (Cash, Dew, Lomax) – 4:22
13. "Don't Take Your Guns to Town" (Cash) – 3:05
14. "Highway Patrolman" (Bruce Springsteen) – 5:22
15. "Jacob Green" (Cash) – 3:06
16. "The Wall" (Howard) – 2:10

### Produkcijsko osoblje
- Johnny Cash – producent, bilješke s omota, producent kompilacije
- Quentin Tarantino – bilješke s omota
- John Jackson – redatelj projekta
- Steven Berkowitz – producent
- Chris Athens – tehničar
- Mark Wilder – tehničar
- Darcy Proper – mastering
- Howard Fritzson – umjetnički redatelj
- Don Hunstein – fotografija
- Patti Matheny – A&R
- Tim Smith – A&R

## Life
Kao rezultat prve tri kolekcije, 2004. je objavljena četvrta kompilacija Life. Uglavnom se sastoji od pjesama o društvenim i ekonomskim previranjima.

### Popis pjesama
1. "Suppertime" (Stanphill) – 2:51
2. "Country Trash" (Cash) – 2:25
3. "The Night Hank Williams Came to Town" (Braddock, Williams) – 3:22
4. "Time Changes Everything" (Duncan) – 1:51
5. "I Talk to Jesus Every Day" (Tubb) – 2:04
6. "You're the Nearest Thing to Heaven" (Atkins, Cash, Johnson) – 2:40
7. "I'm Ragged But I'm Right" (Cash) – 2:37
8. "These Are My People" (Cash) – 2:38
9. "Ballad of Ira Hayes" (Pete LaFarge) – 4:09
10. "Oney" (Chestnut) – 3:08
11. "Man in Black" (Cash) – 2:53
12. "I'm Alright Now" (Hensley) – 2:41
13. "Ragged Old Flag" (Cash) – 3:08
14. "I Wish I Was Crazy Again" (McDill) – 2:44
15. "Where Did We Go Right" (Loggins, Schlitz) – 2:58
16. "Wanted Man" (live) (Bob Dylan) – 2:59
17. "I Can't Go on That Way" (Cash) – 2:33
Verzija s albuma The Rambler (1976.)
18. "Lead Me Gently Home" (Thompson) – 1:59

### Produkcijsko osoblje
- Johnny Cash – producent, producent kompilacije, izbor
- John Carter Cash – izvršni producent
- Lou Robin – izvršni producent
- Steven Berkowitz – producent
- Andy Manganello – miksanje
- Joseph M. Palmaccio – mstering
- Geoffrey Rice – pomoćni mikser
- Howard Fritzson – umjetnička režija
- David Gahr – fotografija
- Don Hunstein – fotografija s omota